# Туат (нафтове родовище)
Туат (нафтове родовище) — група нафтових родовищ в центральній частині алжирської Сахари, що розробляються за єдиним проєктом.

## Загальна інформація
У 1980—1994 роках алжирський державний концерн Sonatrach виявив у басейні Сбаа цілий ряд нафтових родовищ. Зокрема, в 1985-му внаслідок буріння свердловини ODZ-1 відкрили родовище Уед-Зайн (Oued Zine), а в 1992-му свердловина Foukroun-1 виявила родовище Фукрун. Крім того, в цьому ж районі відкрили родовища Східний Фукрун, Отра (також відоме як Уед-Турар, Oued Touthar), Гассі-Іллату (Hassi Illatou), Північно-Східне Гассі-Іллату, далі на захід — Сбаа, а ще західніше Decheira, Decheira West та Туат.
Нафта знаходиться на глибинах від 500 до 1000 метрів передусім у відкладах турнейського ярусу нижнього карбону (на момент відкриття поклади рахувались як належні до турнейського та струнського ярусів, проте наразі останній вже виведний з класифікації та приєднаний до турне). Колектори — пісковики припливного походження. Крім того, виявлені нафтові поклади у жединському ярусі нижнього девону (Фукрун), намюрському ярусі карбону (Гассі-Іллату) та відкладах ордовика (Отра, Східний Фукрун).
Варто відзначити, що Уед-Зайн та Сбаа також мають поклади газу в більш глибоких горизонтах, проте вони розробляються в межах окремих проєктів (для Уед-Зайн газовий проєкт також має назву Туат).

## Розробка
Розробку нафтових родовищ групи Туат організували за участю іноземного інвестора, яким з часткою 70 % стала китайська CNPC.
Видобуток стартував 2007 року на родовищах Сбаа, Гассі-Іллату, Північно-Східне Гассі-Іллату та Отра, при цьому для родовищ східної групи спорудили центральну установку підготовки Гассі-Іллату. В 2013-му ввели в дію ще п'ять родовищ, зокрема із західної групи. Проєктом розробки передбачалось «плато» з рівнем видобутку 12,5 тисячі барелів на добу. Нафта транспортується на нафтопереробний завод Адрар (біля центрального родовища Сбаа), який став до ладу 2007-го за єдиним проєктом з розробкою родовищ групи Туат.
Станом на початок 2020 року залишкові видобувні запаси проєкту Туат оцінювались у 5,5 млн м3, тоді як накопичений видобуток становив 5,98 млн м3.